# 그래비티 (영화)
《그래비티》(영어: Gravity)는 2013년 공개된 알폰소 쿠아론 감독의 SF 영화이다. 대한민국에서는 2013년 10월 17일 개봉과 동시에 CGV, 롯데시네마 1위를 유지하며 흥행을 했다. 2013년 타임지가 뽑은 최고의 영화로 선정되었다.
제86회 아카데미 시상식에서 감독상, 시각효과상, 음악상, 음향편집상, 음향효과상, 촬영상, 편집상 등 총 7개 부문에서 수상하였다.

## 줄거리
허블 우주 망원경을 수리하기 위해 우주 공간에서 작업하던 스톤 박사는 폭파된 인공위성의 잔해와 부딪히면서 그곳에 홀로 남겨진다. 우주 공간 속에서 그녀는 생존을 위한 처절한 노력을 한다.
영화는 가상의 우주 왕복선 임무인 STS-157에 관한 얘기이다. 라이언 스톤 박사(산드라 블록)는 우주 왕복선 익스플로러에 탑승하여 그녀의 첫 번째 우주 왕복선 임무를 수행하는 의학 공학자이다. 본인의 마지막 탐사를 직접 지휘하는 노련한 우주 비행사 맷 코왈스키(조지 클루니)가 동행한다. 허블 우주 망원경을 수리하기 위해 우주선 밖에서 유영하는 동안 임무 수행팀은 휴스턴에 있는 우주 비행 관제 센터는 사용하지 않는 위성에 대해 러시아가 우주 공간에서 파편들로 구성된 구름을 생성시킬 연쇄반응을 야기하는 미사일로 파괴시킨다는 경고를 전달받는다. 우주 비행 관제 센터는 임무를 중지할 것과 즉시 왕복선의 지구 궤도 재진입을 명령한다. 센타와의 통신은 곧 두절된다.
엄청난 속도의 위성 파편들은 익스플로러와 허블 망원경과 부딪혀 왕복선으로부터 스톤을 이탈시키고 그녀는 우주 공간으로 내팽개쳐진다. 코왈스키는 곧 스톤을 찾아내어 왕복선으로 되돌아간다. 그들은 왕복선이 막대한 피해를 입었고 다른 승무원들은 사망한 것을 알아챈다. 두 사람은 900 마일(1,450 km) 떨어진 채로 궤도를 돌고있는 국제 우주 정거장(ISS)으로 가기 위해 반동추진 엔진 팩을 사용한다. 코왈스키는 국제 우주 정거장을 위협하는 파편들이 궤도를 완전히 뒤덮을때까지 90분이 남았다고 추정한다.
국제 우주 정거장으로 가는 도중에, 두 사람은 스톤의 가정 생활과 그녀의 어린 딸의 죽음에 대해 얘기를 나눈다. 엄청난 피해를 입었지만 아직 사용 가능한 우주 정거장 가까이 다가갔을때, 정거장 승무원들이 2대의 소유즈(Soyuz) 모듈 중 하나에 피신한 것을 알게된다. 나머지 하나는 손상을 입어 낙하선이 펴진 채로 지구 귀환으로 사용하기에는 역부족이다. 코왈스키는 손상된 모듈을 이용하여 100 마일(160 km) 떨어져 있는 근처의 중국 우주 정거장 티안공(Tiangong)으로 가서 거기에 있는 모듈중에 하나에 탑승한 뒤 안전하게 지구로 귀환하자고 제안한다. 산소도 거의 바닥나고 얼마 남지 않은 동력으로 가까이 날아가서 두 사람은 ISS를 붙잡기위해 노력한다. 스톤의 다리 한쪽이 소유즈의 낙하산줄에 얽히고 순간 코왈스키 우주복의 끈을 움켜쥔다. 스톤의 만류에도 불구하고 그녀만은 우주 미아가 되는 것을 막가위해 코왈스키는 자신의 우주복 끈을 풀어 그녀가 ISS로 향하도록 하고 자신은 우주 멀리 사라진다.
스톤은 에어록을 통해 ISS 내부로 들어간다. 그녀는 코왈스키와의 통신이 불가능하다는 것과 홀로 살아남았다는 것을 알게된다. 그 때 우주 정거장 내부에 화재가 발생하여 소유즈로 빠르게 이동할 수 밖에 없었다. 가까스로 ISS에서 캡슐을 타고 떠나려는 찰나 얽혀버린 낙하산 줄이 정거장으로부터 소유즈를 분리시키는 것을 불가능하게 만든다.
스톤이 밖으로 나가서 줄을 풀자마자 잔해 더미가 궤도를 뒤덮고 정거장을 파괴시킨다. 스톤은 티안공과 소유즈가 나란히 만날 수 있도록 하지만 소유즈에 연료가 없다는 것을 알게된다. 그린란드 이뉴잇족 어부와의 짧은 교신이 끝나고 체념한 듯 선실의 산소 공급을 차단시켜 자살을 시도한다. 의식이 희미해져 갈 즈음. 코왈스키가 캡슐안으로 들어온다. 삶을 포기하는 것에 대해 그녀를 꾸짖으며, 소유즈의 착륙 로켓을 캡슐에 부착하여 티안공으로 향하도록 추진력을 얻으라는 도움을 준다.
스톤은 코왈스키가 실제로 나타난 것이 아니라 환상이었음을 알게된다. 그럼에도 불구하고 이것이 계획했던 것을 계속할 수 있게 그녀의 의지를 굳건하게 만든다. 스톤은 산소 공급을 재개시키고 빠르게 궤도를 벗어나고 있는 티안공을 향해 갈수있도록 착륙 로켓을 연결시킨다. 정거장과 소유즈를 도킹시킬수가 없어 스톤은 폭발력을 이용한 압력 감소를 이용하여 튕겨져 나오게 한 뒤 소화기를 임시로 즉석 반동 추진 엔진처럼 사용하여 티안공으로 향한다. 스톤은 티안공이 지구 대기권의 상층부에서 파괴되기 시작할때를 맞추어 쉔조우캡슐 내부로 들어간다.
스톤은 죽든 살든 지구로 귀환할 준비가 되었다는 사실을 알린다. 대기권에 재진입하자, 무전을 통해 캡슐을 추적한 우주 비행 관제 센타로부터 통신이 전달된다. 캡슐은 호수에 불시착하지만, 전기 화재로 인한 짙은연기 때문에 스톤은 재빨리 탈출한다. 캡슐의 해치를 열어 물이 들어오게하고 스톤은 물가로 헤엄쳐간다. 대기권에 들어오는 티안공의 잔해를 바라보면서 그녀는 후들거리는 첫발을 지상에 내딛는다.

## 배역
- 산드라 블록 - 닥터 스톤 역
- 조지 클루니 - 매트 역
- 에드 해리스 - 우주비행 관제센터 (목소리) 역

## 같이 보기
- 케슬러 증후군
- 생존 영화